# Mihails Lurjē
Mihails Lurjē (* 27. Septemberjul. / 10. Oktober 1908greg. in Riga; † ebenda) war ein lettischer Fußballspieler und -funktionär.

## Karriere und Leben
Mihails Lurjē wurde im Jahr 1908 in Riga in die Familie von Morica Lurjē geboren. Er war später mit Rachel (geb. Friedman, 1916–1941) verheiratet.
Lurjē spielte ab dem Jahr 1925 als Fußballspieler für den ein Jahr zuvor gegründeten Verein Hakoah Riga. Lurjē war einer der dienstältesten Fußballer von Hakoah, der die Mannschaft 15 Jahre lang vertrat. Darunter war er in den Jahren 1933 bis 1940 in der Virslīga, der höchsten lettischen Spielklasse aktiv. Für einige Zeit war Lurjē als Vorstandsmitglied von Hakoah tätig.
Er wurde während des Zweiten Weltkriegs von den deutschen Besatzungsbehörden verhaftet, und im Zentralgefängnis von Riga hingerichtet.

## Weblink
- Lebenslauf bei kazhe.lv (lettisch)

| Personendaten    | Personendaten              |
| ---------------- | -------------------------- |
| NAME             | Lurjē, Mihails             |
| ALTERNATIVNAMEN  | Lurje, Mihails             |
| KURZBESCHREIBUNG | lettischer Fußballspieler  |
| GEBURTSDATUM     | 10. Oktober 1908           |
| GEBURTSORT       | Riga, Gouvernement Livland |